# Суворовско училище
Суворовските военни училища (на руски: Суворовское военное училище) са тип училища-пансиони в бившия Съветски съюз и в съвременна Русия и Беларус за момчета на възраст 14 – 18 години. Образованието в тези училища се фокусира върху военни предмети. Училищата са кръстени на Александър Суворов, великият генерал от XVIII век.
Подобни военноморски училища са Нахимовските училища. Те са кръстени на Павел Нахимов, адмирал от 19 век.

## История
Моделът на Суворовските и Нахимовските училища е създаден по време на Втората световна война през декември 1943 г., за да осигури на момчетата в училищна възраст, особено тези от семейства на военнослужещи, средно образование, специализирано по военни области (армия, флот, разузнаване и др.). По онова време предоставянето на обучение в интернат е особено важно, защото много ученици са сираци от войната, или без двама родители, или само с майка, и няма кой да ги издържа. Такива училища все още съществуват в Русия и в страните от бившия Съветски съюз. Други училища са съществували и в други съветски републики. Кари Шофийлд, британска журналистка, пише през 1990 – 1991 г. „все още е общоприето, че най-добрият начин офицер да започне кариерата си, е да посещава едно от реномираните военни училища Суворов или Нахимов, военни интернати."  Тя отбелязва, че по това време много от първоначално съществувалите училища са затворени, и са останали осем суворовски училища и само едно училище Нахимов в целия Съветски съюз. Хариет Ф. Скот и Уилям Ф. Скот в Руския военен справочник 2004 изброяват действащите по това време суворовски училища в Екатеринбург, Казан, Москва, Санкт Петербург, Владикавказ, Твер, Уляновск и Усурийск. През 2016 г. Министерството на отбраната обявява намерения да отвори отново училището в Тула. Новият му кампус в Перм е отворен през 2014 г. и това е най-новото отворено училище, заедно с кампуса в Оренбург (2010 г.) и Иркутск (2014 г.).

## Действащи училища в Русия
| Име                                            | Местоположение  | Дата на основаване | Бележки |
| ---------------------------------------------- | --------------- | ------------------ | --- |
| Московско военно училище Суворов               | Москва          | 1944 г.            | Московското военно училище „Суворов“ се формира като военно училище „Горки Суворов“ / От ноември 1957 г. то участва във всички военни паради, които се провеждат на Червения площад. От 2011 г. дипломирането на суворовци се извършва на Катедралния площад в Московския Кремъл. Срещу сградата на училището се намира Московският граничен институт на ФСБ на Руската федерация.         |
| Московски военен музикален колеж               | Москва          | 1937 г.            | Московският военно-музикален колеж „Валерий Халилов“ е една от водещите военни музикални институции в страната, основана от генерал-майор Семьон Чернейски. Малко преди 80-годишнината му, на колежа е връчен почетният знак „Валерий Халилов“ на 26 декември 2016 г., ден след авиокатастрофата, в която загиват Халилов и много членове на ансамбъл „Александров“, докато летят от Сочи. |
| Екатеринбургско Суворовско военно училище      | Екатеринбург    | 1943 г.            | То е наследник на Военното училище „Орел Суворов“, което е прехвърлено в Свердловск през 1947 година. От 1991 г. училището е известно публично като Военно Суворовско училище в Екатеринбург. През 2011 г. училището приема първите си чуждестранни кадети от съседна Монголия. |
| Казанско Суворовско военно училище             | Казан           | 1944 г.            | Произлиза от Житомирското военно пехотно училище. През 1973 г. училището получава звание „Червенознаменно“ от Военния съвет на Волжкия военен окръг. Сред забележителните му възпитаници е Валери Герасимов (началник на Генералния щаб). |
| Пермско Суворовско военно училище              | Перм            | 2014 г.            | |
| Санкт Петербург Суворовско военно училище      | Санкт Петербург | 1955 г.            | |
| Севернокавказко Суворовско военно училище      | Владикавказ     | 1944 г.            | |
| Тверско Суворовско военно училище Суворов      | Твер            | 1943 г.            | |
| Тулско Суворовско военно училище               | Тула            | 1944/2016          | Това училище е насочено предимно към руските аерокосмически сили. То е замислено през март 2016 г. по инициатива на Алексей Дюмин, губернатор на Тулска област и бивш генерал-лейтенант от руската армия. |
| Уляновско гвардейско Суворовско военно училище | Уляновск        | 1991 г.            | Военното Суворовско училище в Уляновск обслужва кадети от руските ВДВ. Това е единственото действащо военно Суворовско училище, което носи почетното звание гвардейско. През 2015 г. училището получава копие от знамето на Симбирския кадетски корпус (образец от 1903 г.). |
| Усурийско Суворовско военно училище            | Усурийск        | 1943 г.            | |

## В България
В началото на 50-те години на XX век в България е имало също Народно Суворовско училище в София и Народно Нахимовско училище във Варна, но през 1955 г. са закрити.